# Aéroport de Collins Bay
L'aéroport de Collins Bay est un aéroport situé en Saskatchewan, au Canada.